# Raoul Got
Raoul Got (ur. 11 października 1900 w Perpignan, zm. 20 listopada 1955 tamże) – francuski rugbysta grający na pozycji skrzydłowego, olimpijczyk, zdobywca srebrnego medalu w turnieju rugby union na Letnich Igrzyskach Olimpijskich w 1924 roku w Paryżu, mistrz Francji w 1921 roku.

## Kariera sportowa
W trakcie kariery sportowej reprezentował kluby Green Devils Perpignan, USA Perpignan oraz Stade Toulousain. Z USA Perpignan zdobył tytuł mistrza Francji w 1921 oraz wystąpił w finale w 1924 roku.
Z reprezentacją Francji zagrał w turnieju rugby union na Letnich Igrzyskach Olimpijskich 1924. Wystąpił w obu meczach tych zawodów, w których Francuzi na Stade de Colombes rozgromili 4 maja Rumunię 61–3, a dwa tygodnie później przegrali z USA 3–17. Wygrywając z Rumunami, lecz przegrywając z USA zajęli w turnieju drugie miejsce zdobywając tym samym srebrne medale igrzysk.
W reprezentacji Francji w latach 1920–1924 rozegrał łącznie 13 spotkań zdobywając 18 punktów.
W wojsku był mistrzem w biegu na 100 metrów. Zmarł na zawał serca.